# Citrus Bowl 2021
Match précédent Match suivant
Le Citrus Bowl 2021 est un match de football américain de niveau universitaire joué après la saison régulière de 2020, le 1er janvier 2021 au Camping World Stadium d'Orlando dans l'État de Floride aux États-Unis. 
Il s'agit de la 75e édition du Citrus Bowl.
Le match met en présence l'équipe des Tigers d'Auburn issue de la Southeastern Conference et l'équipe des Wildcats de Northwestern issue de la Big Ten Conference.
Il a débuté à 13 heures locales et a été retransmis à la télévision par ABC.
Sponsorisé par la société Vrbo (en), le match est officiellement dénommé le 2021 Vrbo Citrus Bowl. 
Northwestern gagne le match sur le score de 35 à 19.

## Présentation du match
| Équipes                                                                  | Conférences | Entraîneurs                 | Stats. saison rég. | Classements avant le bowl | Classements avant le bowl | Classements avant le bowl |
| ------------------------------------------------------------------------ | ----------- | --------------------------- | ------------------ | ------------------------- | ------------------------- | ------------------------- |
| Équipes                                                                  | Conférences | Entraîneurs                 | Stats. saison rég. | CFP                       | AP                        | Coaches                   |
| Tigers d'Auburn                                                          | SEC         | Kevin Steele (en) (intérim) | 6 - 4              | NC                        | NC                        | NC                        |
| Wildcats de Northwestern                                                 | B10         | Pat Fitzgerald (en)         | 6 - 1              | no 14                     | no 15                     | no 13                     |
| - Équipe donnée favorite par les bookmakers : Northwestern par 3½ points |             |                             |                    |                           |                           |                           |

Il s'agit de la 2e rencontre entre ces deux équipes :
| Saison | Date             | Vainqueur | Score   | Perdant      | Compétition       |
| ------ | ---------------- | --------- | ------- | ------------ | ----------------- |
| 2009   | 1er janvier 2010 | Auburn    | 38 - 35 | Northwestern | Outback Bowl 2010 |

### Tigers d'Auburn
Avec un bilan global en saison régulière de 6 victoires et 4 défaites (en matchs de conférence), Auburn est éligible et accepte l'invitation pour participer au Citrus Bowl de 2021.
Les Tigers ont rencontré 4 équipes classées dans le Top25, perdant contre Georgia, Alabama et Texas A&M et battant Kentucky. Leur seule autre défaite a été concédée en déplacement à South Carolina. Avant le Citrus Bowl, Auburn a limogé son entraîneur principal Gus Malzahn après 8 saisons passées à la tête de l'équipe. C'est le cordinateur défensif Kevin Steele qui a occupé le poste lors du bowl comme intérimaire.
Ils terminent 3e de la West Division de la Southeastern Conference derrière Alabama et Texas A&M.
À l'issue de la saison 2020, ils n'apparaissent pas dans les classements CFP, AP et Coaches.
C'est leur 6e participation au Citrus Bowl :
| Saisons | Dates            | Vainqueurs      | Scores  | Finalistes       | Bilan     |
| ------- | ---------------- | --------------- | ------- | ---------------- | --------- |
| 1982    | 28 décembre 1982 | no 18 Auburn    | 33 - 29 | Boston College   | V : 1 - 0 |
| 1986    | 1er janvier 1987 | no 10 Auburn    | 16 - 7  | USC              | V : 2 - 0 |
| 2000    | 1er janvier 2001 | no 17 Michigan  | 31 - 28 | no 20 Auburn     | D : 2 - 1 |
| 2002    | 1er janvier 2003 | no 19 Auburn    | 13 - 9  | no 10 Penn State | V : 3 - 1 |
| 2005    | 2 janvier 2006   | no 20 Wisconsin | 24 - 10 | no 7 Auburn      | D : 3 - 2 |

### Wildcats de Northwestern
Avec un bilan global en saison régulière de 6 victoires et 1 défaites, Northwestern est éligible et accepte l'invitation pour participer au Citrus Bowl de 2021.
Ils terminent 1er de la West Division de la Big Ten Conference mais perdent ensuite la finale de conférence jouée contre Ohio State sur le score 10-22. 
Leur seule défaite en saison régulière a été en déplacement contre Michigan State. Northwestern a rencontré deux équipes classées dans le Top25, perdant à Ohio State et battant Wisconsin. Ils sont dirigés par l'entraîneur principal Pat Fitzgerald qui est à la tête du programme pour la 15e saison
.
À l'issue de la saison 2020 (bowl non compris), ils seront classés 14e au classement du CFP, 15e à celui de l'AP et 13e au Coaches.
Après le bowl, ils seront finalement classés 10e au classement de l'AP et 13e au Coaches, le classement CFP n'étant pas republié après les bowls.
C'est leur 2e participation au Citrus Bowl :
| Saisons | Dates            | Vainqueurs   | Scores | Finalistes         | Bilan     |
| ------- | ---------------- | ------------ | ------ | ------------------ | --------- |
| 1997    | 1er janvier 1998 | no 6 Florida | 21 - 6 | no 11 Northwestern | D : 0 - 1 |

## Résumé du match
Début du match à 13 h 05 locales, fin à 16 h 39 locales pour une durée totale de jeu de 3 h 34 min.
Températures de 28 °C, vent de sud de 15 km/h, ciel ensoleillé.
| QT | Temps         | Drive         | Drive         | Drive         | Équipe        | Description de l'action                                                                                                   | Score | Score |
| -- | ------------- | ------------- | ------------- | ------------- | ------------- | --- | ----- | ----- |
| QT | Temps         | Jeux          | Yards         | TDP           | Équipe        | Description de l'action                                                                                                   | AUB   | NU    |
| 1  | 11:32         | 9             | 75            | 03:28         | NU            | TD de 35 yards par WR Ramaud Chiaokhiao-Bowman sur passe de QB Peyton Ramsey + 1 pt de conversion par K Charlie Kuhbander | 0     | 7     |
| 1  | 03:14         | 10            | 68            | 04:21         | NU            | TD de 6 yards par TE John Raine sur passe de QB Peyton Ramsey + 1 pt de conversion par K Charlie Kuhbander                | 0     | 17    |
|    |               |               |               |               |               | |       |       |
| 2  | 06:03         | 8             | 20            | 02:36         | AUB           | FG de 50 yards par K Anders Carlson                                                                                       | 3     | 14    |
| 2  | 00:17         | 15            | 72            | 03:45         | AUB           | FG de 27 yards par K Anders Carlson                                                                                       | 6     | 14    |
|    |               |               |               |               |               | |       |       |
| 3  | 08:32         | 6             | 75            | 02:10         | AUB           | TD de 57 yards par WR Elijah Canion sur passe de QB Bo Nix + 1 pt de conversion par K Anders Carlson                      | 13    | 14    |
| 3  | 01:34         | 9             | 87            | 02:10         | NU            | TD à la suite d'une course de 30 yards de QB Peyton Ramsey + 1 pt de conversion par K Charlie Kuhbander                   | 13    | 21    |
|    |               |               |               |               |               | |       |       |
| 4  | 12:13         | 7             | 50            | 02:16         | NU            | TD à la suite d'une course de 1 yard par RB Cam Porter + 1 pt de conversion par K Charlie Kuhbander                       | 13    | 28    |
| 4  | 07:49         | 6             | 24            | 03:35         | NU            | TD de 8 yards par WR Riley Lees sur passe de QB Peyton Ramsey + 1 pt de conversion par K Charlie Kuhbander                | 13    | 35    |
| 4  | 04:41         | 10            | 75            | 03:08         | AUB           | TD à la suite d'une course de 2 yards par RB D.J. Williams mais la tentative de conversion à 2 pts échoue (passe)         | 19    | 35    |
| 4  | Score final : | Score final : | Score final : | Score final : | Score final : | Score final : | 19    | 35    |

## Statistiques
| Nom           | Poste | Équipe                   |
| ------------- | ----- | ------------------------ |
| Peyton Ramsey | QB    | Wildcats de Northwestern |

| Statistiques                           | Tigers d'Auburn                                        | Wildcats de Northwestern                                |
| -------------------------------------- | ------------------------------------------------------ | ------------------------------------------------------- |
| 1er down                               | 18                                                     | 25                                                      |
| Conversion de 3e down                  | 2/13                                                   | 7/17                                                    |
| Conversion de 4e down                  | 1/3                                                    | 3/5                                                     |
| Jeux–yards                             | 69 jeux pour 361 yards                                 | 86 jeux pour 457 yards                                  |
| Yards à la course                      | 26 courses pour 61 yards (moyenne de 2,3 yards/course) | 51 courses pour 166 yards (moyenne de 3,3 yards/course) |
| Yards à la passe                       | 300                                                    | 291                                                     |
| Passes : Réussies-Tentées-Interceptées | 26/43 passes complétées, 0 interception                | 24/35 passes complétées, 0 interception                 |
| Réussite en zone rouge/chances         | 2/2                                                    | 3/4                                                     |
| TD                                     | 2                                                      | 5                                                       |
| Field Goals                            | 2/2                                                    | -                                                       |
| Sacks (Nombre-Yards)                   | 1 pour 7 yards adverses perdus                         | 1 pour 1 yard adverse perdu                             |
| Fumbles (Nombre/Perdus)                | 1/1                                                    | 0/0                                                     |
| Pénalités (Nombre/Yards perdus)        | 8 pour 75 yards perdus                                 | 7 pour 68yards perdus                                   |
| Temps de possession                    | 24:18                                                  | 35:42                                                   |

| Tigers d'Auburn          |               |                                                                                       |
| Quarterback              | Bo Nix        | 25/42 passes complétées, 292 yards, 0 interception, 1 TD, sack subi, évaluation QB de |
| Meilleur coureur         | Bo NIx        | 10 courses pour 32 yards nets gagnés, 0 TD, moyenne de 3,2 yards/course               |
| Meilleur receveur        | Elijah Canion | 3 réceptions pour 80 yards gagnés, 1 TD                                               |
| Meilleur tacleur         | Owen Pappoe   | 11 tacles dont 5 en solo, 1½ TFL (7 yards), 1 sack (7 yards)                          |
| Wildcats de Northwestern |               |                                                                                       |
| Quarterback              | Peyton Ramsey | 24/35 passes complétées, 291 yards, interception, 3 TDs, sack subi, évaluation QB de  |
| Meilleur coureur         | Cam Porter    | 33 courses pour 98 yards nets gagnés, 1 TD, moyenne de x yards/course                 |
| Meilleur receveur        | John Raine    | 6 réceptions pour 76 yards gagnés, 1 TD                                               |
| Meilleur tacleur         | Paddy Fisher  | 12 tacles dont 6 en solo, 1 TFL (2 yards)                                             |